# ARRAY Magazine
Az ARRAY Magazine egy építészettel, életmóddal és kultúrával foglalkozó negyedévente (évszakonként) megjelenő New Yorkban kiadott, a New York Design Center által támogatott folyóirat. A magazint 2003 és 2004 tele óta adják ki. Körülbelül 40 000 olvasóval rendelkezik, főként belsőépítészettel foglalkozó emberek és ügyfeleik olvassák a lapot.

## Külső hivatkozások
- A folyóirat hivatalos honlapja